# Socarnes bidenticulatus
Socarnes bidenticulatus är en kräftdjursart som först beskrevs av Charles Spence Bate 1858.  Socarnes bidenticulatus ingår i släktet Socarnes och familjen Lysianassidae. Inga underarter finns listade i Catalogue of Life.